# جابز (فیلم)
جابز (به انگلیسی: Jobs) نام فیلمی است که در آن به زندگی‌نامه مدیر عامل سابق اپل، استیو جابز طی سال‌های ۱۹۷۱ تا ۲۰۱۱ پرداخته می‌شود. تولید این فیلم از ژوئن ۲۰۱۲ شروع شد و از ۱۶ اوت ۲۰۱۳ به نمایش درآمد.

## بازیگران

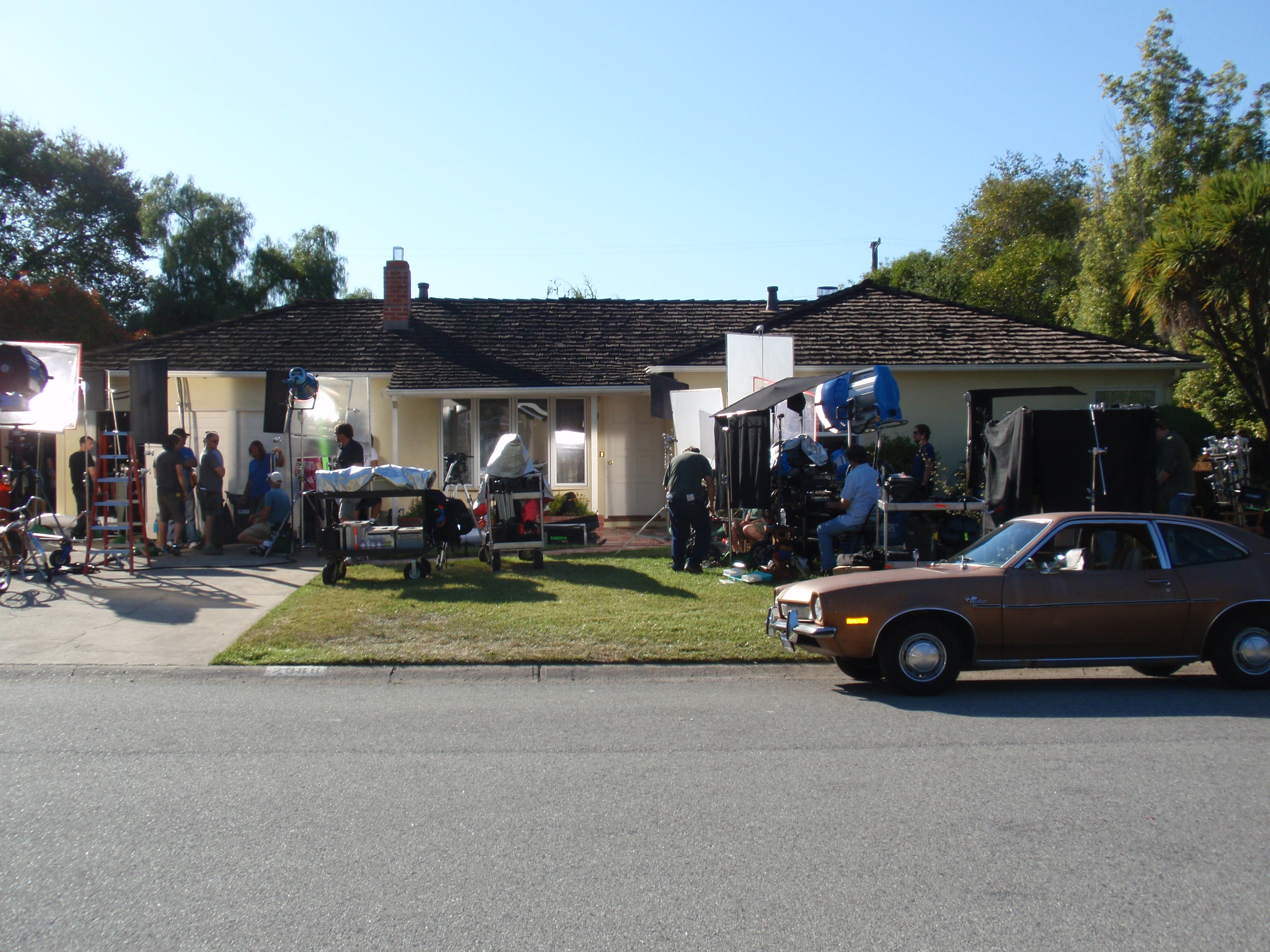
عوامل سازنده فیلم مقابل خانه دوران کودکی استیو جابز در لوس آلتوس

- اشتون کوچر
- جش گد
- آنا ارایلی
- درموت مولرونی
- متیو موداین
- جی کی سیمونس
- لوکاس هاس